# Las amistades particulares (película)
Les amitiés particulières (Las amistades particulares) es una película francesa dirigida por Jean Delannoy, basada en la novela homónima de Roger Peyrefitte, que se estrenó el 4 de septiembre de 1964.
La película se rodó en la abadía de Royaumont, la catedral de Senlis, y en los estudios de Sant-Mauricie. El rodaje duró solamente seis semanas. A pesar de las precauciones tomadas en el guion y la consulta con la comisión de precensura del cine francés, en el momento de su estreno la película fue prohibida a los menores de 18 años debido a la presión de la iglesia católica.
El artículo que François Mauriac dedicó al rodaje de la película manifestándose escandalizado en Le Figaro littéraire, le valió una célebre y contundente réplica de Roger Peyrefitte, en una carta abierta en la que reveló a toda Francia la homosexualidad oculta de Mauriac.
Como el protagonista de la película Roger Peyrefitte conoció a un chico de 12 años durante el rodaje, Alain-Philippe Malagnac, que participaba como figurante, con el que mantuvo una larga y tormentosa relación y que sería el protagonista de varias de sus obras posteriores.

## Argumento
Georges es un chico de 14 años que acaba de ingresar en el internado católico St. Claude, regido con mano de hierro por sacerdotes. Se asombra al darse cuenta de que existen relaciones homosexuales clandestinas entre los estudiantes, pero cuando conoce a Alexandre, un alumno de 12 años de la clase de los más jóvenes, se enamora de él. 
A pesar de su discreción, su relación es descubierta por el lascivo padre de Trennes, aunque Georges consigue deshacerse de él revelando que por las noches invitaba a beber y fumar en su habitación a los alumnos. Sin embargo cuando el padre Lauzon en el tercer trimestre descubre el secreto obliga a Georges a romper la relación devolviéndo a Alexandre todas sus cartas sin revelarle que lo estaban obligando. En cambio Alexandre se niega a darle las cartas de Georges al padre Lauzon, y de regreso a casa entre lágrimas se arroja del tren.
Al enterarse de la muerte de Alexandre, Georges lamenta profundamente haberle devuelto las cartas, más aún cuando había tratado de decirle a Alexandre con otra carta que había actuado sólo bajo coacción. Antes del entierro el padre Lauzon le visita y niega ahora que la muerte de Alexandre tuviera que ver con el final forzado de su relación. Entonces Georges le entrega la carta que había escrito, descubriéndole los planes que tenía de verse con Alexandre durante el verano.

## Reparto
- Francis Lacombrade: Georges de Sarre
- Didier Haudepin: Alexandre Motier
- François Leccia: Lucien Rouvère
- Louis Seigner: padre Lauzon
- Michel Bouquet: padre de Trennes
- Dominique Maurin: Marc de Blajean
- Gérard Chambre: André Ferron
- Dominique Diamant: Maurice Motier
- Lucien Nat: padre superior
- Colette Régis: monja
- Bernard Musson: sacerdote maestro
- Henri Coutet: empleado del internado